# 2. Untersuchungsausschuss der 15. Wahlperiode des Deutschen Bundestages
Der 2. Untersuchungsausschuss der 15. Wahlperiode des Deutschen Bundestages (umgangssprachlich Visa-Untersuchungsausschuss) untersuchte Ursachen des Missbrauchs bei der Vergabe von Visa im Zusammenhang mit der Visa-Affäre. Vorsitzender war das CSU-Mitglied Hans-Peter Uhl, stellvertretender Vorsitzender war Volker Neumann, SPD.
Am 21. April 2005 wurde im Visa-Untersuchungsausschuss erstmals in der Geschichte des Deutschen Bundestages live eine Sitzung des Ausschusses im Fernsehen übertragen.

## Übersicht
Am 20. Januar 2005 fand die erste Sitzung eines Untersuchungsausschusses des Deutschen Bundestages (initiiert von der CDU/CSU-Fraktion) zu dem Thema statt. Am 25. April 2005 sagte Bundesaußenminister Joschka Fischer vor dem Visa-Ausschuss aus. CDU-Obmann war Jürgen Gehb. Nachdem Gehb in das Amt des Rechtspolitischen Sprechers berufen worden war, folgte ihm Eckart von Klaeden, der Joschka Fischer 2001 schon einmal in den Fragestunden des Bundestages gegenüberstand. Damals ging es um Fischers Rolle in der Studentenbewegung der frühen 1970er Jahre in Frankfurt am Main.
Am 12. Februar 2005 trat Ludger Volmer als außenpolitischer Sprecher der Bundestagsfraktion der Grünen und seinem Sitz im Auswärtigen Ausschuss zurück. Ebenso ließ er seine Mitarbeit bei der Synthesis GmbH ruhen. Ihm war Korruption vorgeworfen worden, in Zusammenhang mit ungeklärten Zahlungen der Bundesdruckerei, die an den Reisepässen verdient.
Der unter Volmers Namen bekannte Erlass – auch Bundesminister Fischer hatte den Erlass so genannt – war nach Aussage Volmers von Mitgliedern aller Parteien sowie dreier Bundestagsausschüsse (Menschenrechtsausschuss, Petitionsausschuss und Auswärtiger Ausschuss) befürwortet worden. Motiviert war der Erlass Volmer zufolge durch Missstände, beispielsweise die Versagung eines Visums für einen Patienten, der in Deutschland an einem Hirntumor operiert werden musste. Wichtig für den Fortgang waren neben diesem Erlass zwei ältere Erlasse von 1999 (Erlass vom 2. September 1999 und der Plurez-Erlass vom 15. Oktober 1999) sowie weitere Runderlasse zur Reisekostenversicherung, die noch unter der Regierung Kohl von den Ministern Kanther und Kinkel auf den Weg gebracht wurden. Insbesondere diese Teile, auf denen der neue Erlass aufbaute, seien dann – so die Darstellung des Auswärtigen Amts – massenhaft missbraucht worden. Die Einschränkung von Reisefreiheit durch die Verweigerung von Visa hätte größeren Schaden verursacht als die Schäden, die durch missbrauchte Visavergabe entstanden sind.
Die Fragezeit der einzelnen Parteien im Ausschuss richtete sich nach der „Berliner Stunde“ (62 Minuten), nach der die Redezeit für die einzelnen Fraktionen des Bundestages aufgrund des Stärkeverhältnisses der Bundesparteien festgelegt ist: der Union standen 24 Minuten, der SPD 21 Minuten, den Grünen elf und der FDP sechs Minuten Fragezeit zur Verfügung.

## Medienberichterstattung
Erstmals in der Parlamentsgeschichte des Deutschen Bundestages wurden Sitzungen eines Untersuchungsausschusses seit dem 21. April 2005 unter anderem mit den Befragungen von Bundesaußenminister Joschka Fischer und Staatsminister a. D. Ludger Volmer sowie dem UNO-Botschafter und ehemaligen beamteten Staatssekretär Gunter Pleuger (beide 21. April) übertragen.
Das Parlamentsfernsehen stellte den Fernsehsendern kostenlos die Übertragung zur Verfügung. Der Dokumentationskanal von ARD und ZDF, Phoenix, übertrug die Sitzung durchgehend live, die Nachrichtensender N24 und n-tv zeitweise.
Die Premiere war für die Nachrichten- und Dokumentationskanäle erfolgreich. Bei Phoenix sahen im Schnitt am Freitag 230.000 Zuschauer die über 14 Stunden dauernde Übertragung, der Dokumentationskanal von ARD und ZDF erreichte mit 1,6 % Marktanteil (Jahresdurchschnitt 0,5 bis 0,6 %) gute Einschaltquoten, auch n-tv zeigte sich mit 160.000 Zuschauern und 3,0 % Marktanteil (sonst um 0,5 %) in der Zeit der Untersuchungsausschuss-Übertragung von der Befragung Vollmers zufrieden, ebenso N24.
Noch bessere Quoten konnten die Nachrichtensender am Montag bei der Befragung von Außenminister Fischer verzeichnen. Phoenix konnte eine Rekordquote verbuchen. Der Sender profitiere vor allem davon, dass die Hauptsender ARD, ZDF, Sat.1 oder RTL auf eine Übertragung verzichteten. So übertrugen die Nachrichtensender und der Doku-Kanal exklusiv aus dem Ausschuss. Die Übertragung erreichte bei Phoenix in der Zeit von 8:59 Uhr bis 23:07 Uhr einen durchschnittlichen Marktanteil von 4 % und durchschnittlich 400.000 Zuschauer. Von 9:59 Uhr bis 14:23 Uhr erzielte der öffentlich-rechtliche Sender im Schnitt 700.000 Zuschauer und knapp 10 % Marktanteil. Insgesamt haben den Tag über rund sechs Millionen Zuschauer die Übertragung zumindest zeitweise eingeschaltet.

## Organstreit wegen Ende der Beweisaufnahme
Am 2. Juni 2005 beendete die rot-grüne Mehrheit im Ausschuss die Beweisaufnahme mit dem Hinweis auf Zeitmangel aus Verfahrensgründen. Gemäß § 33 Abs. 3 Untersuchungsausschussgesetz muss der Ausschuss einen Sachstandsbericht erarbeiten, wenn absehbar ist, dass er seinen Untersuchungsauftrag nicht vor Ende der Wahlperiode erledigen kann. Wegen der geplanten vorgezogenen Wahl des Bundestages sei dies der Fall.
CDU/CSU und FDP kündigten an, wegen des Abbruchs der Beweisaufnahme das Bundesverfassungsgericht anzurufen, da sie sich in ihren Minderheitenrechten verletzt sehen – § 17 Abs. 2 PUAG. Danach bestimmt das Minderheits-Quorum von einem Viertel der Ausschussmitglieder den Gang der Beweisaufnahme. Mit der Einstellung sollten v. a. die geplanten Anhörungen von Kanzleramtsminister Frank-Walter Steinmeier und Innenminister Otto Schily nicht stattfinden, was von der Ausschuss-Minderheit als politisch motiviertes Ziel dieses Endes der Beweiserhebung bezeichnet wird. Sollte es nicht zu Neuwahlen kommen, müsse die Beweisaufnahme wieder aufgenommen werden.
Mit Beschluss vom 15. Juni 2005 bestätigte das Bundesverfassungsgericht die Haltung der Ausschuss-Minderheit und traf die vorläufige Anordnung gemäß § 32 BVerfGG, dass die Beweisaufnahme fortzusetzen sei, solange keine Anordnung des Bundespräsidenten über die Auflösung des Parlaments und die Bestimmung von Neuwahlen ergangen ist.

## Mitglieder

### SPD
- Sebastian Edathy, Michael Hartmann, Monika Heubaum, Bärbel Kofler, Volker Neumann, Olaf Scholz

### CDU/CSU
- Clemens Binninger, Reinhard Grindel, Eckart von Klaeden, Michaela Noll, Hans-Peter Uhl (Vorsitzender)

### Bündnis 90/Die Grünen
- Jerzy Montag

### FDP
- Hellmut Königshaus

## Stellvertreter

### SPD
- Detlef Dzembritzki, Jelena Hoffmann, Rolf Kramer, Johannes Andreas Pflug, Gerold Reichenbach, Rüdiger Veit

### CDU
- Ute Granold, Claudia Nolte, Rita Pawelski, Ole Schröder, Matthias Sehling

### Bündnis 90/Die Grünen
- Rainder Steenblock

### FDP
- Max Stadler

## Abschlussbericht
Mit Datum 30. August 2005 wurde der Abschlussbericht des Untersuchungsausschusses an den Bundestag zur Kenntnisnahme übersandt. Die abschließende Bewertung durch den Untersuchungsausschuss umfasst 10 Seiten (Seiten 295–304). Dazu kommt ein 24-seitiges Sondervotum der Fraktionen der CDU/CSU und FDP (Seiten 305–318) sowie eine vierseitige Replik der Ausschussmehrheit auf das Sondervotum (Seiten 319–322).